# Rambla de Guipúscoa
La Rambla de Guipúscoa és una rambla de Barcelona que es troba al districte de Sant Martí, als barris de Sant Martí de Provençals i la Verneda i la Pau. Duu el nom en motiu del territori històric (lurralde) basc de Guipúscoa.
Forma la continuació del carrer d'Aragó, que és un dels principals carrers de la ciutat. El límit el forma el carrer de Lope de Vega, des d'allà cap al Clot té el nom d'Aragó i cap a Sant Martí de Provençals té el nom de Guipúscoa. La numeració de les cases comença en aquest punt i va augmentant en sentit nord-est. A partir del carrer de Cantàbria la rambla segueix dins del barri de la Verneda i la Pau fins al límit municipal amb Sant Adrià de Besòs en què passa a anomenar-se carrer del Tibidabo, dins el barri adrianenc de Via Trajana - Montsolís. Marcant la frontera entre els municipis hi ha la creu de terme del carrer Guipúscoa.